# Raul Nicolau Gonsalves

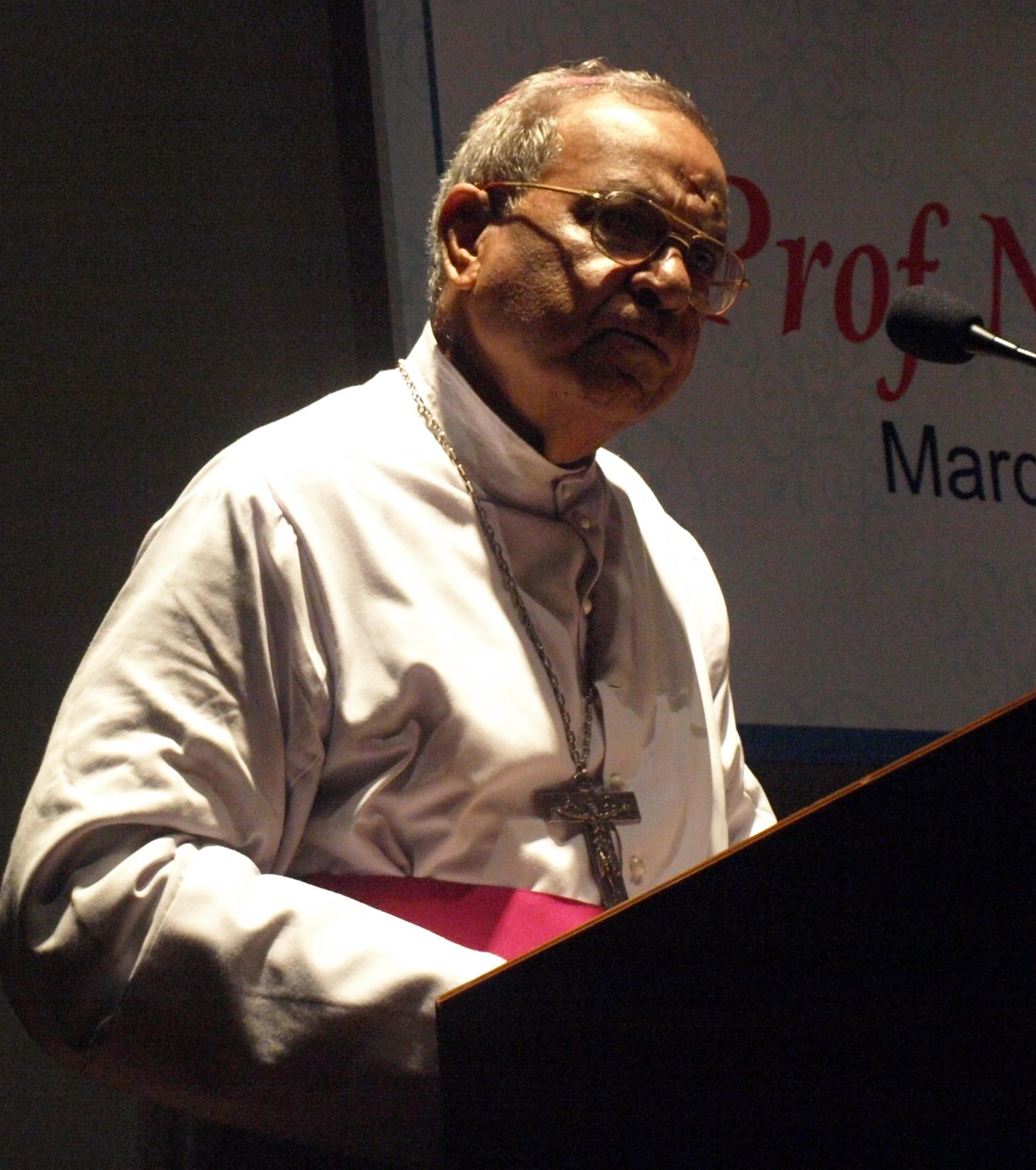
Patriarch em. Raul Nicolau Gonçalves (2010)

Raul Nicolau Gonsalves (portugiesische Schreibweise: Gonçalves, * 15. Juni 1927 in Bambolim; † 1. Juli 2022 in Panaji) war ein indischer Geistlicher sowie römisch-katholischer Patriarch von Ostindien und Erzbischof von Goa und Damão.

## Leben
Raul Nicolau Gonsalves empfing am 11. Juli 1954 die Priesterweihe. Er studierte Theologie in Rachol und an der Päpstlichen Universität Urbaniana in Rom. 
Papst Paul VI. ernannte ihn am 5. Januar 1967 zum Weihbischof in Goa und Damão und Titularbischof von Rapidum. Der Erzbischof von Melbourne, James Robert Knox, spendete ihm am 5. März desselben Jahres die Bischofsweihe; Mitkonsekratoren waren Francisco Xavier da Piedade Rebello, Apostolischer Administrator von Goa und Daman, sowie Andrew Alexis D’Souza, Bischof von Poona.
Gonsalves wurde am 30. Januar 1978 zum Patriarchen von Ostindien und Erzbischof von Goa und Daman ernannt.
Am 16. Januar 2004 nahm Papst Johannes Paul II. sein altersbedingtes Rücktrittsgesuch an.